# 星座号对战叛乱者号
星座号对战叛乱者号（英語：USS Constellation vs L'Insurgente）又称“1799年2月9日战斗”（Action of 9 February 1799），是法国海军和美国海军两艘巡防舰在美法短暂冲突期间发生的单舰海战。经过激烈交战，美方“星座号”巡防舰以四人伤亡的代价打死打伤法方“叛乱者号”70人并迫使对方降旗投降。
1798年，因法国扣押美国商船，双方不宣而战。为制止法方劫掠美国船只，托马斯·特鲁克斯顿海军准将受命率领美国分舰队赶赴加勒比地区，负责巡逻波多黎各和圣基茨岛之间水域，随时准备同遭遇的任何法国势力交手。特鲁克斯顿乘旗艦“星座号”单独行动，遇到“叛乱者号”后立即顶着风暴追击，并在风暴过去后迫使对手交战。经过约74分钟的战斗，法方因伤亡惨重且舰只损伤严重投降。
“叛乱者号”随后被带到圣基茨岛，改装成美国海军舰只。“星座号”为新组建的美国海军赢得首场战斗胜利，美方士气大振，特鲁克斯顿回国后得到公众和美国政府的普遍赞誉。

## 背景
美国在独立战争期间欠下法国巨额债务后未能及时偿还，法方私掠者开始袭击美国商船，双方于1798年不宣而战。为制止法方攻势，美国政府决定主动出击，派四支海军分舰队赶赴加勒比地区阻止私掠者袭击美方船只，并且可以主动攻击并抢夺法国武装船只。其中一支分舰队由托马斯·特鲁克斯顿（Thomas Truxtun）海军准将统领，负责在波多黎各和圣基茨岛之间海域巡逻。除旗舰“星座号”（USS Constellation）巡防舰外，特鲁克斯顿的分舰队还有带20门炮的“巴尔的摩号”（USS Baltimore）巡逻艇、“里士满号”（USS Richmond）和“诺福克号”（USS Norfolk）双桅横帆船，以及“弗吉尼亚号”（USRC Virginia）独桅纵帆船。它们的法国对手以瓜德罗普为根据地，其中包括两艘法国海军巡防舰、一艘配有20门炮的护卫舰，还有多艘私掠武装船只。2月8日，米歇尔-皮埃尔·巴罗（Michel-Pierre Barreaut）带领法国“叛乱者号”巡防舰（USS Insurgent）离开瓜德罗普。
“星座号”排水量1265吨，按美国海军的正式分类属36炮巡防舰，但在美法短暂冲突期间配有38门炮，其中主甲板28门24磅长炮，轻甲板十门12磅长炮。舰上主炮的合并投掷重量为180公斤。“叛乱者号”排水量950吨，正式分类属32炮巡防舰，实际配有40门炮，其中12磅炮24门，18磅长炮两门，六磅炮八门，32磅卡隆炮四门，24磅卡隆炮两门，合并投掷重量仅128公斤。所以巴罗的船虽然多出两门炮，但特鲁克斯顿的火力要强得多。如果发生登船作战，法方有409人，比美方整整多出100人，但法方人员必须面对美方的火力压制。

## 交战

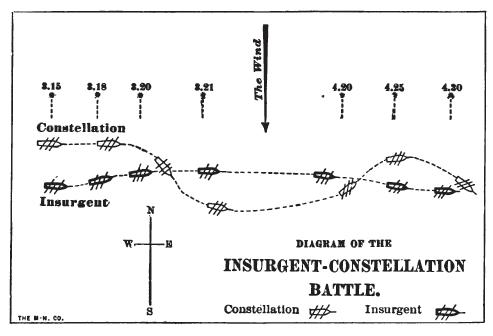
“星座号”与“叛乱者号”交战图解

2月9日正午，正独立巡航的“星座号”发现尼维斯岛近海有一艘巡防舰，看起来船上挂有美国军舰旗，于是逐渐靠近想查个究竟。此时，美方还不知道这艘船实际上是巴罗统领的法国“叛乱者号”巡防舰，为辨别对方国籍，特鲁克斯顿先挂起英国旗帜，后又换为美国旗帜。“叛乱者号”用法国军舰旗换下美国军舰旗并鸣炮一次。巴罗在中午12点30分看到“星座号”，误以为是英国护卫舰，为避免交战开始朝荷属岛屿薩巴和圣尤斯特歇斯撤退。特鲁克斯顿下令追击，但两舰在下午13点30分遇到烈风导致难以前行。“叛乱者号”在风暴中损伤严重，主中桅失落。相比之下，“星座号”所受影响很小，而且顺利拉近两舰距离。
特鲁克斯顿的船起初位于上风位置，通常来说这在海战中代表显著优势和主动权，但由于“星座号”配备的炮太重太多，背风面倾斜严重，这一面的炮口根本打不开。特鲁克斯顿决定把上风位置让给对手，绕到“叛乱者号”下风面，靠近敌船左舷。这样的位置虽令“星座号”受到风向的不利影响，但至少开起炮来要顺利得多。面对快速逼近的对手，巴罗为避免交战试图与“星座号”联络。美方没有理会，把距离拉近到不足46米并打开舷侧排炮。“星座号”舰炮猛烈开火，重创法舰后甲板。“叛乱者号”舷侧排炮回击，美舰前中桅受损，但在桅杆上值勤的海军学员大卫·波特（David Porter）努力下，前中桅没有倒塌。法方企图拉进距离后登船作战，但此时美方船帆和索具都更完整，所以能轻易避开法舰攻势。
“星座号”穿行到“叛乱者号”船首并再度用舷侧排炮倾泄火力，接下来又开到敌舰右舷继续开火，但船帆和索具也在还击下受损。美舰卡到对手前方再度开炮，然后又开到敌船背风面攻击，“叛乱者号”的18磅炮已经无法使用。“星座号”第三次开到对方船首位置，法舰此时损伤十分严重，船员无法及时修复船帆和索具，巴罗只能下令降旗投降。战斗共持续74分钟。

## 影响

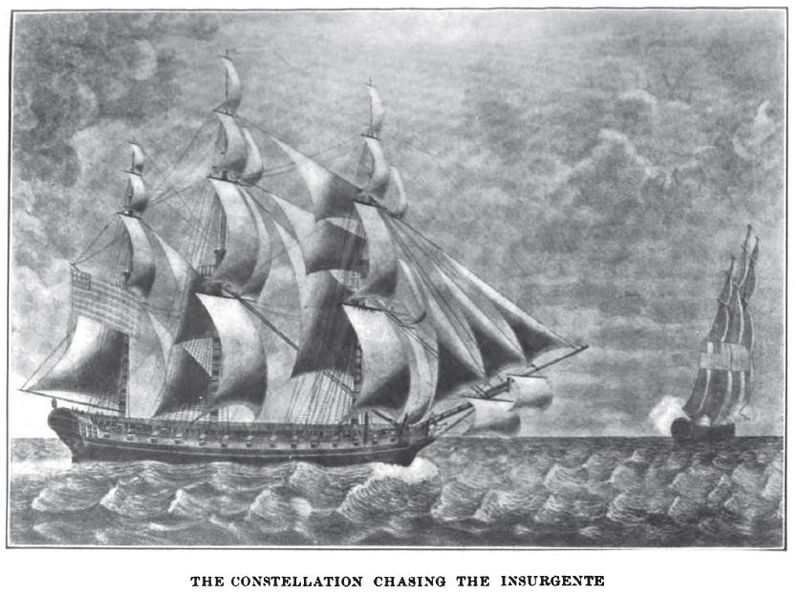
“星座号”追击“叛乱者号”

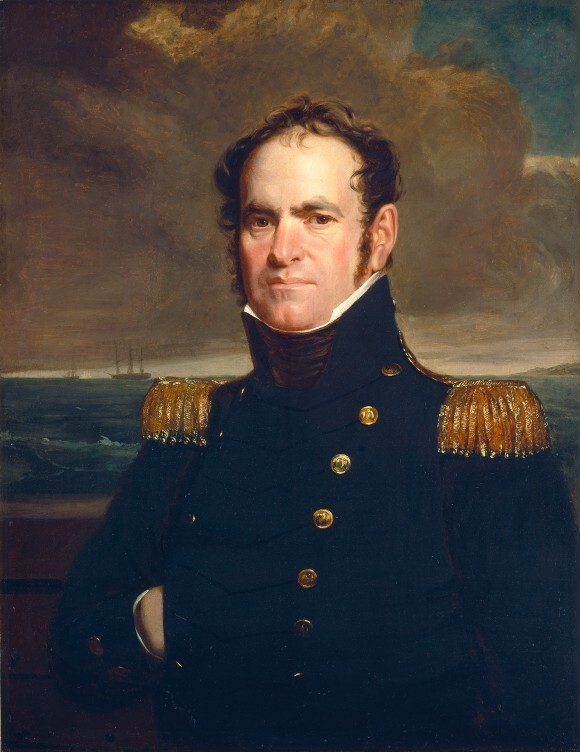
约翰·罗杰斯

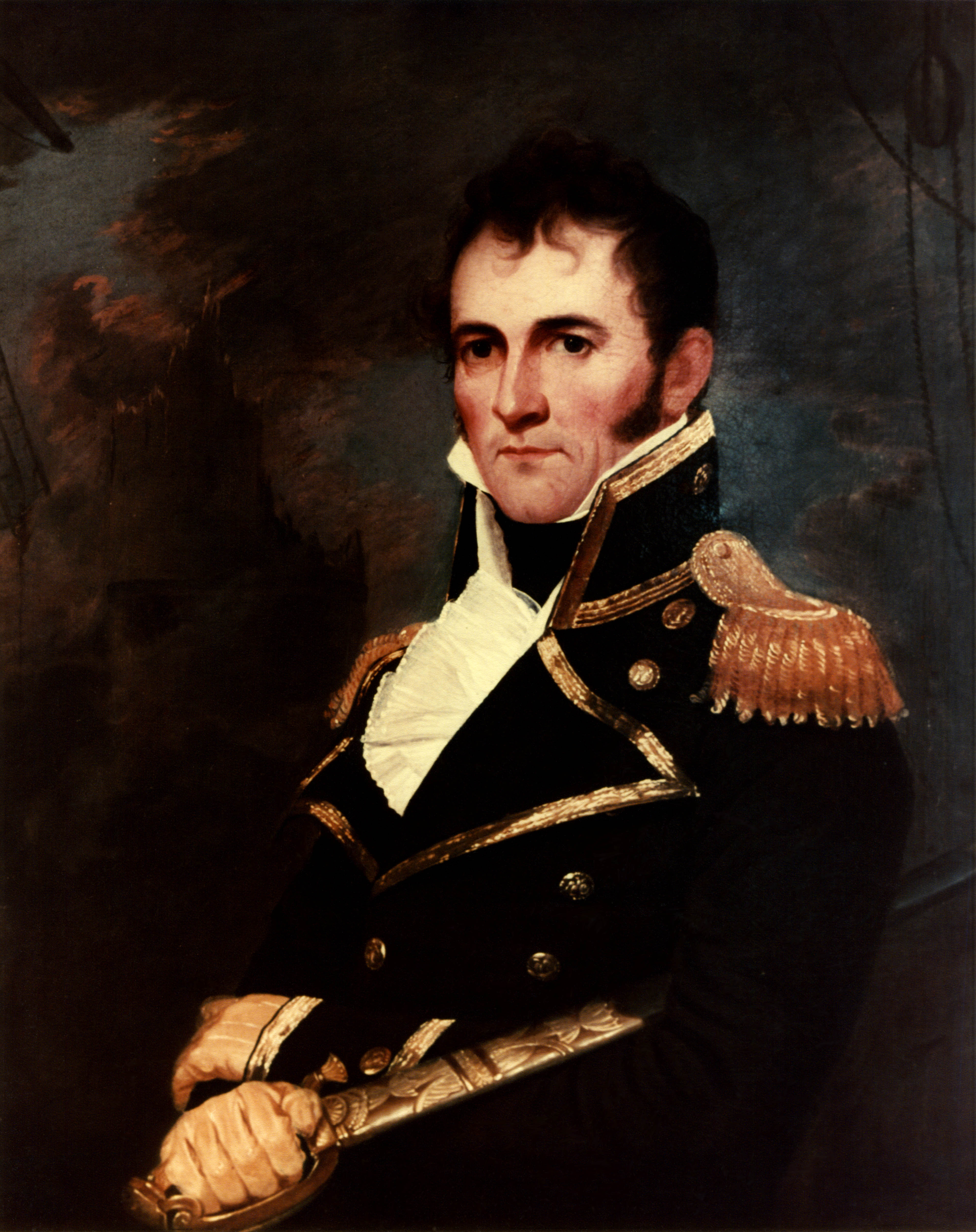
大卫·波特

“星座号”为新组建的美国海军赢得首场战斗胜利。巴罗降旗后，特鲁克斯顿派人乘小船接管敌舰，直到此时美方才知道对手身份。风暴和战斗重创“叛乱者号”，“星座号”除船帆和索具受到中等程度破坏外基本完好。法方共有29人阵亡，41人受伤，美方两人阵亡，两人受伤，其中一人在战斗结束后不久伤重不治，另一人在战斗刚开始时就因害怕离开岗位，被大副安德鲁·斯特莱特（Andrew Sterett）处决。
“星座号”开始从“叛乱者号”接收战俘，但到了夜间两船距离已因风暴拉开。美方有约翰·罗杰斯（John Rodgers）海军中尉、大卫·波特海军少尉和另外11名军人留在法方船只上看管170名战俘。罗杰斯等人要让“叛乱者号”保持航行，余下的人手不足，而且船上也找不到合适的东西把战俘锁住，所以他们把法国人赶到下层甲板。经过三天三夜的航行，“叛乱者号”抵达圣基茨岛与“星座号”会合。“星座号”在岛上的美国海军仓库把之前战斗中证明不实用的24磅炮拆下，换上18磅加农炮。经弗吉尼亚州诺福克的美国捕获法院（Prize court）裁定，“叛乱者号”作为战利品拍卖，收益归“星座号”船员所有。美国海军部长本杰明·斯托德特经过一番讨价还价，用8.4万美元买下原定12万美元的战利品，该船随后成为美国海军“叛乱者号”。
特鲁克斯顿赢得国内及海外的赞誉。消息传到伦敦，商人为他举办聚会，还送给他银质牌匾致谢。美国士气高涨，斯托德特赞扬特鲁克斯顿在战斗中的出色表现，民间为他创作歌曲和诗作，如《勇敢的洋基男儿》（Brave Yankee Boys）。巴罗回到法国后饱受指责，并因涉嫌未能组织有效抵抗被送上军事法庭。但是，特鲁克斯顿称赞巴罗十分勇敢，军事法庭也裁定他罪名不成立。美法两国并未正式宣战，所以许多法国人对这场战斗感到愤怒。瓜德罗普总督埃德米·埃蒂安·波恩·德斯富尔诺（Edme Étienne Borne Desfourneaux）要求美方交还“叛乱者号”，而且愤怒之下甚至命令没收所有美国船只及财产，还宣布美国和瓜德罗普正处交战状态。继续航行数周后，“星座号”和“叛乱者号”因船员服役期满在三月结束前返回诺福克。“星座号”之后又与法国“复仇号”巡防舰交手并迫使对方投降，但此次战斗双方伤亡都很惨重，法舰最后顺利逃脱。

## 脚注
1. ↑  Toll 2006, p. 117.
2. ↑  Palmer 1987, p. 81.
3. ↑  Allen 1909, p. 83.
4. ↑  Palmer 1987, p. 97.
5. ↑  Cutler 2005, p. 25.
6. 1 2 3  Palmer 1987, p. 98.
7. ↑  Palmer 1987, p. 23.
8. 1 2  Bauer 1991, p. 9.
9. ↑  Roberts 1942, p. 45.
10. 1 2  Allen 1909, p. 99.
11. ↑  Allen 1909, p. 96.
12. 1 2  Palmer 1987, p. 99.
13. 1 2  Toll 2006, p. 117.
14. ↑  Allen 1909, p. 97.
15. ↑  Spears 1897, p. 320.
16. ↑  Roberts 1942, p. 47.
17. ↑  Spears 1897, p. 321.
18. ↑  Allen 1909, p. 98.
19. ↑  Spears 1897, p. 322.
20. ↑  Sweetman 2002, p. 16.
21. ↑  Hamilton (1974), p.537.
22. ↑  Allen 1909, p. 100.
23. 1 2  Spears 1897, p. 323.
24. ↑  Martin 2006, p. 29.
25. ↑  Palmer 1987, p. 133.
26. ↑  Palmer 1987, p. 134
27. 1 2  James 2004, p. 32.
28. ↑  Cutler 2005, p. 22.
29. ↑  Troude 1867, pp. 169–170.
30. ↑  Bonnel 1961, p. 98.
31. ↑  Allen 1909, p. 103.
32. ↑  Allen 1909, p. 104.